# Anchee Min
Anchee Min (chiń. 閔安琪; pinyin Mín Ānqí; ur. 14 stycznia 1957 w Szanghaju) – chińska malarka, fotografik, muzyk i pisarka.
Będąc uczennicą szkoły podstawowej wstąpiła w szeregi Czerwonogwardzistów.
W wieku 17 lat została zesłana do rolniczego obozu pracy. Później pracowała jako pomocnik oraz jako aktorka w Szanghajskim Studio Filmowym. Wyjechała do Stanów Zjednoczonych w 1984 roku.
Mieszka w San Francisco i w Szanghaju. Jej powieści i wspomnienia, zatytułowane Czerwona Azalia są częściowo autobiograficzne i opisują rzeczywistość Chin w czasach Mao Zedonga.
W roku 1999 wyszła za mąż za Lloyda Lofthouse'a.

## Wspomnienia
- Czerwona Azalia (1994)

## Powieści
- Katherine (1995)
- Madame Mao (2001)
- Dziki Imbir (2002)
- Cesarzowa Orchidea (2004)
- Ostatnia cesarzowa (2007)
- Perła Chin (2010)